# Villasabariego
Villasabariego – gmina w Hiszpanii, w prowincji León, w Kastylii i León, o powierzchni 59,79 km². W 2011 roku gmina liczyła 1248 mieszkańców.